# Cream
Cream var en musikgruppe bestående af guitaristen Eric Clapton, fra The Yardbirds og John Mayall & the Bluesbreakers, bassisten Jack Bruce, fra Bluesbreakers, Manfred Mann og Graham Bond Organisation, og trommeslageren Ginger Baker ligeledes fra Graham Bond Organisation.
Cream var den første egentlige gruppe, sammensat af stjerner fra andre grupper, og derfor kaldet en supergruppe. De spillede rock tilsat blues og psychedelia i perioden 1966-1968.

## Diskografi
- Fresh Cream, 1966
- Disraeli Gears, 1967
- Wheels of Fire, 1968
- Goodbye, 1969
- Live Cream, 1970
- Live Cream Volume II, 1972
- Royal Albert Hall London May 2-3-5-6 2005, 2005